# Lengyel Légionisták Egyesülete
A Lengyel Légionisták Egyesülete az első világháborúban és az azt követő lengyel-bolsevik háborúban harcoló veterán magyar katonák polgári szervezete volt. A két világháború közötti időben részt vállalt a két ország kapcsolatainak alakításában, együttműködött más magyar-lengyel szervezetekkel (Magyar–Lengyel Egyesület, Magyar Mickiewicz Társaság), 1939 után pedig segített a Magyarországra menekült lengyelek ellátásában.  A második világháború után feloszlatták, mint politikai szervezetet.

## Előzmények
1914-ben Önkéntesek Lengyel Bizottsága (röviden: Katonai Bizottság) néven önálló osztály alakult a Magyar–Lengyel Egyesület keretében. Feladata az Osztrák–Magyar Monarchiával kötött szerződés szerint az volt, hogy lengyel származású önkénteseket toborozzon a Magyarországon élők közül az oroszellenes háborúhoz. Az egyesület azonban magyarokat is toborzott, több, mint félezren utaztak közülük Lengyelországba, és harcoltak a Lengyel Légió kötelékében Józef Piłsudski oldalán. Az elgondolás és a szervezés Nyáry Albert és Miklóssi Ferdinánd Leó elsődleges érdeme, akik a Magyar–Lengyel Egyesület, valamint ezen belül a Katonai Bizottság alapítói voltak.

## Története
A veteránok egyesülete 1921-ben jött létre. Elnöke Miklóssi Ferdinánd Leó, alelnöke Erdeős László lett. Mivel a trianoni békeszerződés tiltotta bajtársi szervezetek alakítását Magyarországon, ezért csak polgári szervezetként működhetett önkéntes társulással, állami támogatás nélkül. Hivatalos elismerése csak 1938-ban következett be. Ennek fő oka, hogy az antant nem nézte jó szemmel Lengyelország és Magyarország közeledését, és a magyar kormányszervek óvatosak voltak katonai ügyekben együttműködni a lengyelekkel. A lengyel követség viszont sürgette ezt, arra hivatkozva, hogy az Egyesület csak akkor lehet a varsói Lengyel Légiók Szövetségének a tagja, ha létezését a magyar kormány elismeri.
Az Egyesület Miklóssi lakásán, a Szabóky u. 58. szám alatt működött. Kezdetben 200 tagja volt, akik évi 4 pengő tagdíjat fizettek. Folyamatosan tartottak találkozókat, baráti vacsorákat, nemzeti ünnepségeket és megemlékezéseket. 1931-ben felavatták az 1849-ben vértanúságot szenvedett krakkói Slawski Félix emléktábláját. 1935-ben a Népligetben a kezdeményezésükre alakították ki a Lengyel sétányt, és állították fel rajta a Lengyel légionisták emlékművét. 1939-ben elérték, hogy kétszáz tag megkapja a lengyel Függetlenségi  Érem, illetve Függetlenségi Kereszt kitüntetést, többek már az évtized elején részesültek ebben.
1938-ra kedvezőbbé váltak a külső körülmények, és lehetővé vált a hivatalos elismerés. Miklóssi izraelita származása azonban rossz fényt vetett rá a lengyelek előtt, és németbarát magyar katonai körök is inkább a saját emberüket akarták az Egyesület élén látni. A varsói légiós szövetség ezért a Lengyelországban élő Lipcsei-Steiner Mihály lengyel őrnagyot Magyarországra küldte, hogy segítse egy új szervezet megalapítását.
Az ellentétek rövid ideig tartó szakításhoz vezettek. 1938 novemberében 25 fő létrehozta a Magyar Légionáriusok Körét, melynek elnöke Szepespataki Jenő rendőrtiszt, alelnöke Handig Károly tisztviselő, főtitkára Poputh Árpád tartalékos főhadnagy lett. Az alakuló ülésen megjelent Lipcsei-Steiner és Miklóssi. Leon Orłowski lengyel követ ezt követően azt kérte Keresztes-Fischer Ferenc belügyminisztertől, hogy nyilatkozzék a magyar kormány nevében, hogy melyik szervezetet ismeri el hivatalosan. A kudarcot látva a magyarok az eredeti egyesületet ismerték el. A Miklóssit támogató tagok száma 400 fő volt.
Az Egyesület 1939 őszétől részt vett a Magyarországra menekült lengyelek fogadásában, nyilvántartásában, az ideiglenes menekülttáborok kulturális életének megszervezésében, főképp az akkor létező lengyel-magyar határ közelében.
Az Egyesületet a kommunista hatalomátvétel után, a negyvenes évek végén megszüntették. Iratanyaga a második világháború idején megsemmisült, története újságcikkekből, személyes levelekből, visszaemlékezésekből volt kis mértékben megismerhető.